# Pylorobranchus hearstorum
Pylorobranchus hearstorum is een straalvinnige vissensoort uit de familie van de slangalen (Ophichthidae).
Deze wormpaling is de grootste in zijn soort en meet van kop tot staart 127 centimeter. Het dier is tweemaal zo lang en drie keer zo zwaar als andere wormpalingen en vertoeft een 300-tal meter onder het wateroppervlak.
Het dier werd ontdekt door John McCosker in 2011 in de Verde Island Passage in de Filipijnen en is vernoemd naar William en Margaret Hearst die de onderzoeksexpeditie sponsorden.